# (525729) 2005 RQ43
(525729) 2005 RQ43 est un objet transneptunien faisant partie des cubewanos. 

## Caractéristiques
(525729) 2005 RQ43 mesure environ 240 km de diamètre.